# Shoji Tabuchi

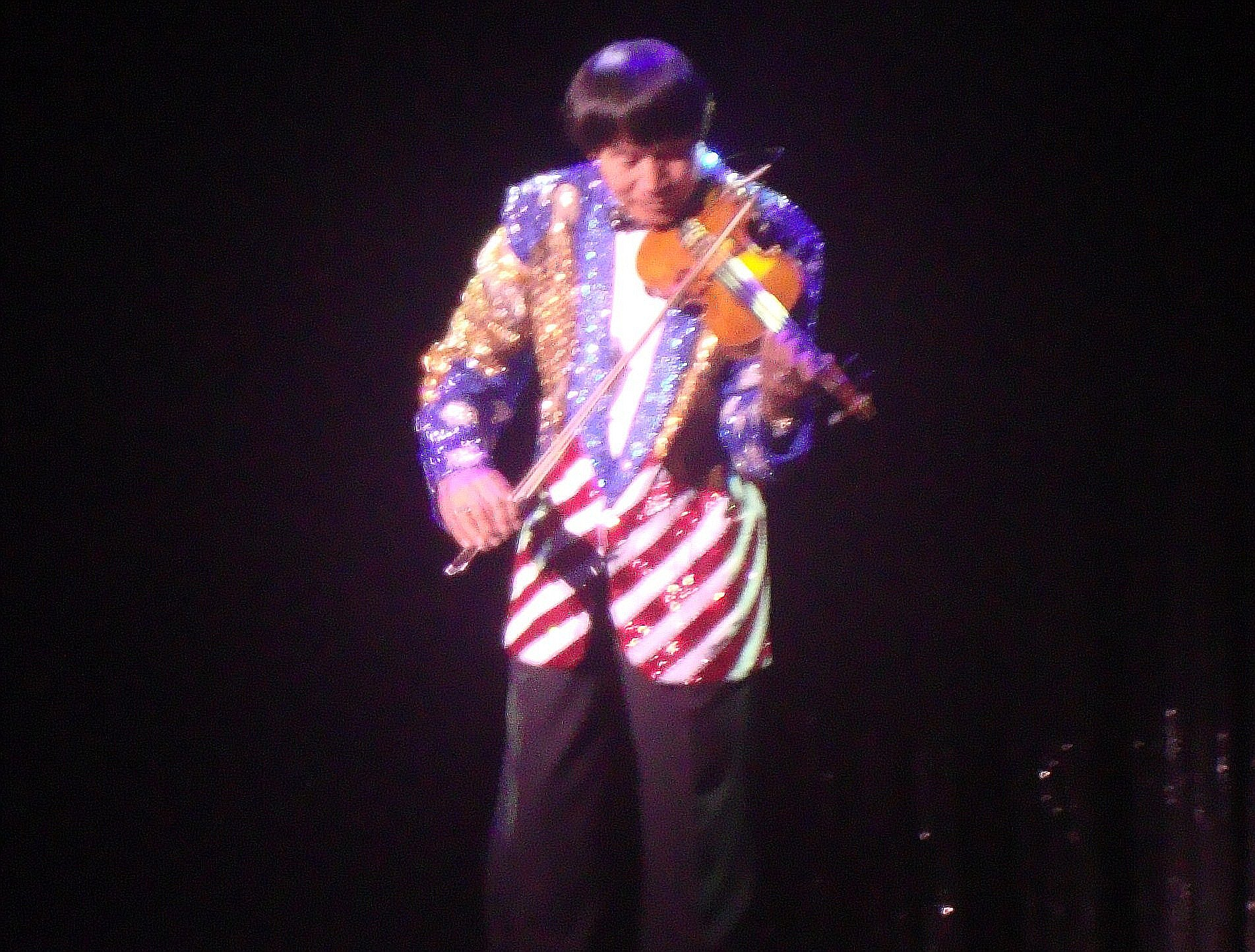
Shoji Tabuchi under en föreställning i Branson, Missouri.

Shoji Tabuchi, född 16 april 1944 i Kaga i Ishikawa prefektur, död 11 augusti 2023 i Branson, Missouri, var en japansk-amerikansk musiker (violinist) och artist. Teatern The Shoji Tabuchi Theatre i Branson, Missouri är uppkallad eter honom.